# Pàvel Txistiakov
Pàvel Petróvitx Txistiakov, en rus Павел Петрович Чистяков (óblast de Tver, 5 de juliol de 1832 - Óblast de Leningrad, 11 de novembre de 1910), fou un pintor i professor d'arts rus. És considerat una de les figures més destacades del realisme a Rússia. Com a professor d'arts, va tenir com a alumnes els pintors Víktor Vasnetsov, Mikhaïl Vrúbel, Vassili Polènov, Ilià Repin, Valentín Serov i Vadsili Súrikov.

## Enllaços externs

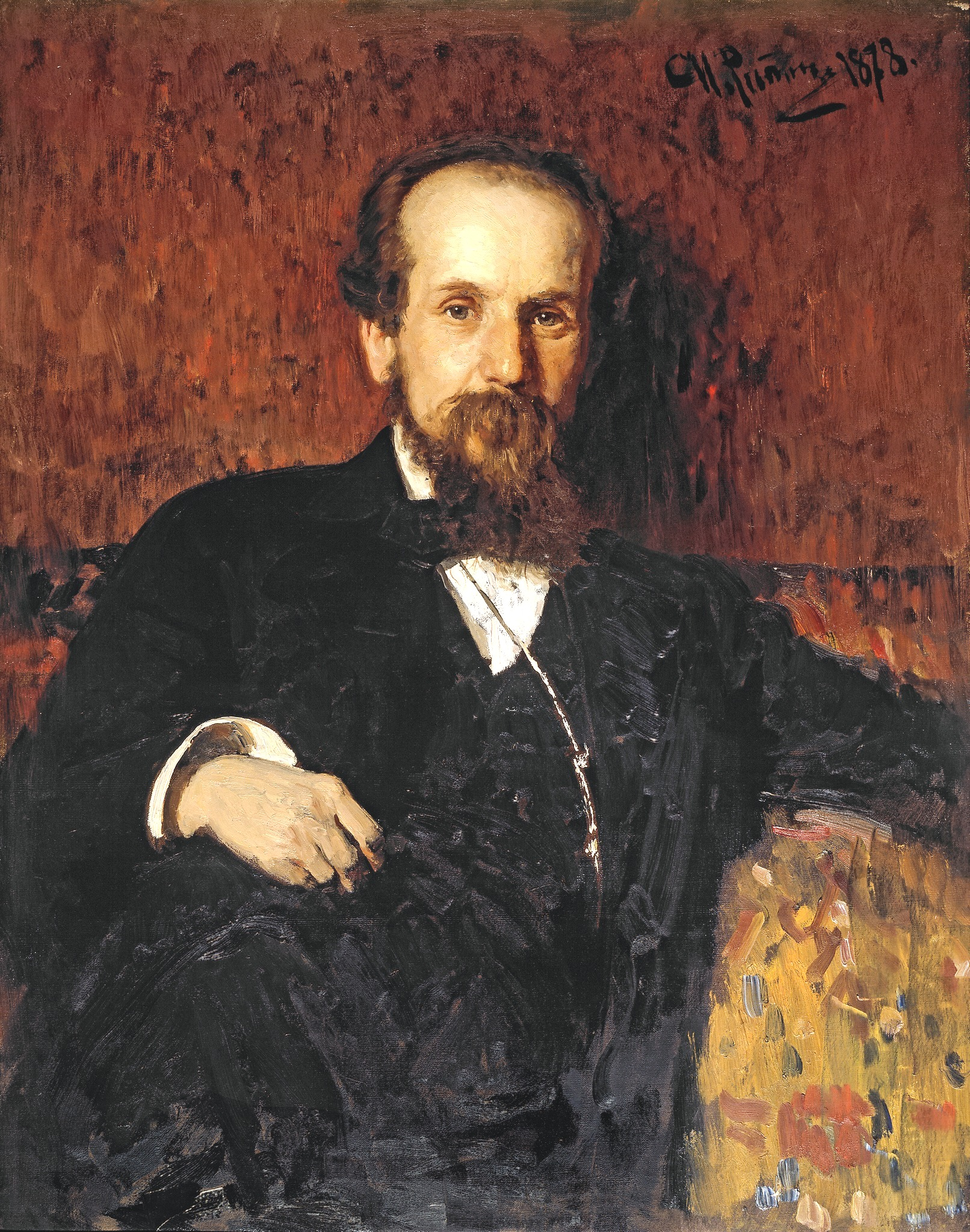
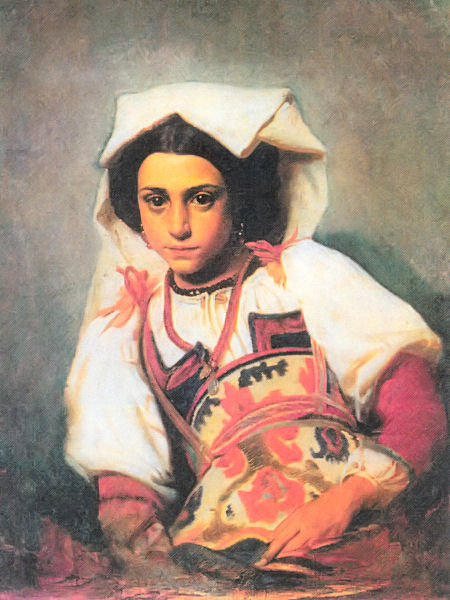